# Gernot Piccottini
Gernot Piccottini (* 29. März 1941 in Villach, Kärnten; † 27. März 2018 in Klagenfurt am Wörthersee, Kärnten) war ein österreichischer Provinzialrömischer Archäologe und Epigraphiker.

## Leben
Im Studium beschäftigte sich Piccottini mit Klassischer Archäologie, Alter Geschichte, Urgeschichte, Epigraphik und Numismatik. Nach der Promotion 1966 wurde er 1967 Assistent auf der Ausgrabung an der Stadt auf dem Magdalensberg und 1968 als Kustos am Landesmuseum Kärnten angestellt. Ab 1969 bis 2001 leitete er die Ausgrabungen auf dem Magdalensberg, ab 1992 bis 2001 ebenso die in Virunum (Zollfeld). Am 3. Dezember 1974 wurde er als Nachfolger von Dr. Koschier zum Direktor des Landesmuseums Kärnten bestellt. 1978 wurde er nach seiner abgeschlossenen Habilitation zusätzlich an der Universität Wien zum Universitätsdozenten ernannt. Seit 1996 war er titularer außerordentlicher Professor an der Universität Graz. Anlässlich seiner Pensionierung 2001 erschien die Festschrift Carinthia Romana und die römische Welt (Klagenfurt 2001).
Piccottini war korrespondierendes Mitglied des Deutschen Archäologischen Instituts (1974), korrespondierendes und später wirkliches Mitglied des Österreichischen Archäologischen Instituts (1974 und 1991) und korrespondierendes Mitglied der Österreichischen Akademie der Wissenschaften (1992).
Piccottini starb im März 2018 zwei Tage vor Vollendung seines 77. Lebensjahres. Er war Mitglied der akademischen Landsmannschaft Kärnten zu Wien und der Burschenschaft Arminia zu Villach.

## Ehrungen und Auszeichnungen
Für seine archäologische Forschung, die sich auf Kärnten und besonders auf die römische Stadt Virunum bezog, erhielt Piccottini zahlreiche Auszeichnungen.
- 1972 Theodor-Körner-Preis
- 1972 Förderpreis des Landes Kärnten für Wissenschaft
- 1990 Österreichisches Ehrenkreuz für Wissenschaft und Kunst
- 2001 Großes Goldenes Ehrenzeichen des Landes Kärnten
- 2004 Österreichisches Ehrenkreuz für Wissenschaft und Kunst I. Klasse
- 2007 Georg-Graber-Medaille

## Publikationen (Auswahl)
- Die Römer in Kärnten. Verlag Carinthia, Klagenfurt 1989, ISBN 3-85378-333-3.
- Mithrastempel in Virunum. Geschichtsverein für Kärnten, Klagenfurt 1994, ISBN 3-85454-078-7 (Nachdruck 2001).
- mit Harald Straube, Heimo Dolenz: Ferrum Noricum und die Stadt auf dem Magdalensberg. Springer Verlag, Wien 1996, ISBN 3-211-82789-7.
- Die Römersteinsammlung des Landesmuseums für Kärnten. Geschichtsverein für Kärnten, Klagenfurt 1996, ISBN 3-85454-085-X.
- Norisches Gold für Rom. In: Anzeiger der Österreichischen Akademie der Wissenschaften 136, 2001, S. 41–67.
- Beiträge zum Dehio Kärnten, 2001
- mit Hermann Vetters, Heimo Dolenz: Führer durch die Ausgrabungen auf dem Magdalensberg. Landesmuseum Kärnten, 6., erweiterte Auflage, Klagenfurt 2003, ISBN 3-900575-24-X.